# Eriogonum hylophilum
Eriogonum hylophilum är en slideväxtart som beskrevs av Reveal & Brotherson. Eriogonum hylophilum ingår i släktet Eriogonum och familjen slideväxter. Inga underarter finns listade i Catalogue of Life.